# 内田嘉弘
内田 嘉弘（うちだ よしひろ、1937年 - ）は、日本の登山家。日本山岳会、日本ヒマラヤ協会、日本山岳文化学会、京都山友クラブ、京都府山岳連盟所属。

## 略歴
京都府京都市生まれ。1957年、鈴鹿連峰霊仙山に登ったことがきっかけで登山の道へ。1962年立命館大学法学部卒業後、本格的に登山家として活動を始める。登山のほか、京都野鳥の会自然観察指導員も務める。

## 主な活動歴
- 1972年 - 韓国智異山・韓新渓谷冬季遡行
- 1975年 - プリアン・サール登頂（パキスタン）
- 1976年 - コムニズム峰登頂
- 1987年 - ポポカテペトル登頂
- 2002年 - タクラマカン砂漠一周
- 2003年 - カイラス一周
- 2004年 - 原眞氏と「山の絵・二人展」開催

## 主な受賞歴
- 2003 - 2006年 -「日本の自然を描く展」入選

## 主な著作
- シルクロードの風山と遺跡とオアシス（2007年、ナカニシヤ出版、ISBN 9784779501180）
- 京都府の山 - 新・分県登山ガイド（2004年、山と渓谷社、大槻雅弘、木之下繁らと共著、ISBN 9784635023252）
- 大和まほろばの山旅奈良県北・中部の山（2000年、ナカニシヤ出版、ISBN 9784888485272）
- 京都丹波の山 - 丹波高原丹波高原（下）（1997年、ナカニシヤ出版、ISBN 9784888483384）
- 京都丹波の山 - 山陰道に沿って山陰道に沿って（上）（1995年、ナカニシヤ出版、ISBN 9784888482516）
- 京都滋賀南部の山（1992年、ナカニシヤ出版、ISBN 9784888481656）
- 山のスケッチ百山紀行（1989年、ナカニシヤ出版、ISBN 9784888481038）